# Ouled Abdoun
Pour les articles homonymes, voir Abdoun.
Le bassin d'Ouled Abdoun ou bassin de Khouribga est un gisement de phosphate situé au Maroc près de la ville de Khouribga dans la région de Chaouia-Ouardigha, le plus important du Maroc avec des réserves de 37,3 milliards de m³. C'est également un site paléontologique qui a livré de nombreux fossiles d'animaux marins, mais aussi de mammifères. La sédimentation phosphatée est en effet favorable à la conservation des restes de vertébrés. La commune de Ouled Abdoun compte 14 690 habitants en 2004.

## Le bassin minier
Le  bassin des Ouled Abdoun comporte quatre principaux gisements, ceux de Ghar Tajer, Sidi El Maâti, Sidi Chennane et EL Halassa, dont les âges vont du Maastrichtien au Lutétien. 
L'augmentation des prix du phosphate naturel - utilisé pour la fertilisation des sols - dès 2011 a incité l’Office Chérifien des Phosphates (OCP) à installer de nouvelles mines comme la mine verte à Khouribga, et la mine d’El Halassa, ainsi que des centres de recherche et développement à Khouribga, Benguerir et Youssoufia. 
La production annuelle de phosphates au Maroc est de 28,4 millions de tonnes en 2012, dont 18 millions de  tonnes  proviennent de  la  mine  de Khouribga (Ouled Abdoun). Les autres bassins contenant des gisements de phosphate dans le pays sont le bassin des Ganntour, le bassin des Meskala et le bassin d’oued Eddahab. 
Les gisements phosphatés peuvent d'être  d'origine ignée ; de type Guanos, formés à partir de déjections d'oiseaux de mer ; ou de type sédimentaire. Le  phosphate d'Ouled Abdoun relève de ce dernier type. Le  gisement  des  Ouled Abdoun, également appelé plateau des Ourdirha, constitue la partie septentrionale du bassin sédimentaire de l’Oum Rabia.

## Le site fossilifère
La couverture sédimentaire du bassin résulte des dépôts d’un envahissement de la zone par la mer qui a commencé au Crétacé moyen. Elle est constituée, de bas en haut, par des Marno-Calcaires et gypses du Cénomanien, des Calcaires blancs du Turonien, des Marnes et Marno-Calcaires jaunes du Sénonien, une Série Phosphatée du Maastrichtien à l’Yprésien et d'une Dalle à Thersitées (Hemithersitea, Thersitea) du Lutétien.   

### Espèces marines
La couche fossilifère mesure une dizaine de mètres d'épaisseur, et renferme des squelettes de vertébrés marins. Le plus célèbre de ces fossiles est le plésiosaure Zarafasaura Oceanis ; il a été médiatisé à la suite de la vente aux enchères à l’hôtel Drouot, à Paris, du squelette d'un spécimen de ce "dinosaure marin", en 2017 ; cette vente a attiré l'attention sur la fuite ou le pillage du patrimoine paléontologique du Maroc, et le plésiosaure a été rendu à son pays d'origine. 
La plupart des gisements de phosphates sont connus pour renfermer presque exclusivement des espèces marines. Jusqu'à une vingtaine d'années, on pensait que tel était le cas de Ouled Abdoun, où l'on avait trouvé des ostéichthyens, des sélaciens, des crocodiliens, des chéloniens, des mosasaures,
des élasmosaures et des serpents marins.

### Mammifères
Les fossiles de mammifères ont été découverts tardivement, dès 1996. Ils sont localisés au nord-est du bassin dans la carrière de Grand Daoui, plus précisément dans des "bone-beds" (lits à os) de calcaire phosphaté daté de l’Yprésien basal. La plupart de ces restes mammaliens sont d'un âge éocène basal.
Parmi les découvertes les plus importantes on compte un mammifère fossile âgé d'environ 60 millions d'années, qui serait le plus vieil "ancêtre" de l’éléphant, l'Eritherium azzouzorum. Auparavant avaient été récupérés dans ce même bassin les restes de Phosphatherium escuilliei, le plus ancien représentant des éléphants (55 millions d'années) avant Eritherium.
Sept espèces de mammifères, la plupart nouvelles, ont été découvertes : 
-Creodonta, Hyaenodontidae n.g., n.sp. ; 
-Condylarthra, Mioclaenidae, Abdounodus hamdi ;
-Condylarthra,  Phenacodonta, Ocepeia daouiensis
- Condylarthra ou Ungulata, g. et sp. indét. (prob. nov.)
– Hyracoidea incertae sedis,Seggeurius (en) ? n.sp.
– Proboscidea, Barytherioidea incertae sedis, Phosphatherium escuilliei
– Proboscidea, Barytherioidea, Numidotheriidae ?, Daouitherium rebouli